# Armadillo Aerospace
Armadillo Aerospace è una startup aerospaziale con sede a Mesquite in Texas. Il suo obiettivo iniziale è di costruire una navetta spaziale per esseri umani per voli suborbitali per il turismo spaziale, ma tra gli obiettivi a lungo termine comprende il volo spaziale orbitale. La società fu fondata da John Carmack.
Da maggio 2010, i tecnici di Armadillo Aerospace lavorano su un velivolo suborbitale con Space Adventures.
Da agosto 2013, Carmack ha dichiarato che a seguito del fallimento del razzo STIG-B, ha bloccato le attività della società innescando una "modalità ibernazione". Carmack sta cercando attivamente investitori per ricominciare il lavoro.

## Traguardi
Il 24 ottobre 2008 vince 350.000 dollari per aver sorpassato il livello 1 della sfida Lunar Lander Challenge.
il 12 settembre 2009 vince 500.000 dollari per aver superato il livello 2 della stessa sfida.

## Veicoli
- Super Mod
- Stig